# Acta Ornithologica
«Acta Ornithologica» — польский научный орнитологический журнал.
Основан в 1933 году, как Acta Ornithologica Musei Zoologici Polonici, с 1953 года продолжил свою деятельность под нынешним названием. В настоящее время выходит два номера в год.
Журнал «Acta Ornithologica» публикует биологические, зоологические, экологические статьи об исследованиях во всех областях орнитологии, оригинальные исследовательские отчёты, обзоры, короткие заметки и т. д. Открыт для авторов из всех стран. Язык работ — английский (с польскими резюме).